# Ору-Бранку (Риу-Гранди-ду-Норти)
Ору-Бранку (порт. Ouro Branco) — муниципалитет в Бразилии, входит в штат Риу-Гранди-ду-Норти. Составная часть мезорегиона Центр штата Риу-Гранди-ду-Норти. Входит в экономико-статистический микрорегион Серидо-Ориентал. Население составляет 5867 человек на 2006 год. Занимает площадь 253,300 км². Плотность населения — 23,2 чел./км².
Праздник города — 16 июля. 

## История
Город основан в 1905 году.

## Статистика
- Валовой внутренний продукт на 2003 год составляет 10 440 461,00 реалов (данные: Бразильский институт географии и статистики).
- Валовой внутренний продукт на душу населения на 2003 год составляет 2213,84 реалов (данные: Бразильский институт географии и статистики).
- Индекс развития человеческого потенциала на 2000 год составляет 0,702 (данные: Программа развития ООН).